# Animation Magazine
Animation Magazine — американське друковане видання і вебсайт, що висвітлює анімаційну індустрію та освіту, а також візуальні ефекти. Друкований журнал виходить 10 разів на рік у США.

## Історія
Animation Magazine заснував у серпні 1987 року Террі Торен, натхненний успіхом газети Animation News, яка розповсюджувалася протягом попередніх шести місяців для просування збірки короткометражних фільмів Торена Tournees of Animation. Друковане видання виходить десять разів на рік у США. Редакція охоплює всі форми анімації: 2D анімацію, 3D для анімації та візуальних ефектів, а також стоп-моушн. Цифрову версію журналу www.animationmagazine.net створено у 2006 році. Компанія також публікує щоденний інформаційний бюлетень, який висвітлює світ анімаційного мистецтва, бізнесу та технологій, включно з оглядами програмного забезпечення.